# Nabor Ojeda Delgado
Gustavo Nabor Ojeda Delgado (Iguala de la Independencia, Guerrero; 6 de junio de 1947) Es un arquitecto y político mexicano;  ha sido cuatro veces diputado federal.

## Familia
Es hijo del general de brigada Nabor Adalberto Ojeda Caballero y de la maestra Alicia Delgado Chávez. Nieto por la vía paterna de Nabor Ojeda Añorve nacido en Igualapa, Gro. y de Longina Caballero Rubio nacida en Cacahuatepec, Oax. y de Andrés Delgado Hernández nacido en Iguala de la Independencia y Heladia Chávez Deloya nacida en Huitzuco, Gro. por la vía materna.
Contrajo matrimonio en 1975.

## Estudios
Obtiene su título de Ingeniero Arquitecto en la Escuela Superior de Ingeniería y Arquitectura del Instituto Politécnico Nacional en 1979, con la tesis titulada "Presidencia Municipal de Ixtepec, Oaxaca".

## Actividades políticas
Ingresó al Partido Revolucionario Institucional a los 20 años de edad en septiembre de 1967. Es dentro de la Confederación Nacional Campesina (CNC), donde realiza la mayor parte de su carrera política,  siendo Secretario General de la CNC el licenciado Augusto Gómez Villanueva, inicia como auxiliar del Oficial Mayor 1967-1968, secretario auxiliar del Secretario de Acción Agraria 1968 . 1970, secretario particular del Licenciado Alfredo V. Bonfil Pinto, Secretario General de la Confederación Nacional Campesina (CNC), de 1970-1971. Oficial Mayor de la CNC 1971-1973, Secretario de la Vivienda Rural y Desarrollo de la Comunidad de la CNC 1972 - 1974. Todo los cargos anteriores desde el principio fue al lado del licenciado Alfredo V. Bonfil Pinto hasta su muerte
.
Delegado General de la CNC en Querétaro 1973 - 1974, Delegado General de la CNC en Hidalgo 1975, Delegado en Veracruz 1977, Delegado General de la CNC en Michoacán en 1984. Secretario Particular del Ingeniero Agrónomo Mario Hernández Posadas. Secretario General de la CNC 1984-1986. Oficial Mayor de la CNC 1986-1987. Secretario General de la Liga de Comunidades Agrarias y Sindicatos Campesinos de Guerrero 1987-1992. Subsecretario de Organización de la CNC 1992. Secretario de Relaciones Obreras de la CNC 1992-1995, Secretario de Crédito de la CNC 1995 - 1997, Secretario de Organización de la CNC 1997 - 2000. Secretario General del CEN de la Confederación Nacional Campesina "Militancia Efectiva No Reelección" 2001 - 2003. 
Delegado del Comité Ejecutivo Nacional del Partido Revolucionario Institucional en Tacambaro, Mich 1976. en Xalisco, Nay. 1976. Delegado General del PRI en la Comarca Lagunera en los Estados de Coahuila y Durango para el proceso federal electoral de 1988. Delegado General del PRI en Durango en 1994 para el proceso federal en 1994 y Delegado del CEN del PRI en Durango 1995 -1996. Vicepresidente de la Sociedad Mexicana de Ingenieros de México 2003 - 2005. miembro del Colegio de Ingenieros Arquitectos del IPN. y de la Sociedad de Arquitectos de México.
Consejero Nacional del Consejo Político Nacional del PRI 1992 - 2017
Diputado federal a la XLIX Legislatura al Congreso de la Unión por el sexto distrito con Cabecera en Ometepec, Gro.
Diputado federal a la LIII Legislatura al Congreso de la Unión por el séptimo distrito electoral con cabecera en Tecpan de Galeana, Gro.
Diputado federal a la LV Legislatura al Congreso de la Unión por el séptimo distrito electoral con cabecera en Acapulco de Juárez, Gro.
Senador suplente a la LIV Legislatura al Congreso de la Unión por el Estado de Guerrero.
Diputado federal a la LVIII Legislatura al Congreso de la Unión como diputado federal plurinominal por la Quinta Circunscripción Electoral, sede en Acapulco de Juárez, Gro.

- Actividades administrativas -
Director de Gobernación en el Ayuntamiento Municipal de Acapulco de Juárez, Gro. 1977 siendo Presidente Municipal el licenciado Febronio Díaz Figueroa. Delegado Regional del Instituto Mexicano del Café en Guerrero 1977-1980, Gerente de Organización del Instituto Mexicano del Café en 1980 - 1982. Subdirector de Relaciones Internacionales de la Secretaría de Agricultura y Recursos Hidráulicos en 1983.